# Мекмил
Мекмил (њем. Möckmühl) град је у њемачкој савезној држави Баден-Виртемберг. Једно је од 46 општинских средишта округа Хајлброн. Према процјени из 2010. у граду је живјело 8.173 становника. Посједује регионалну шифру (AGS) 8125063.

## Географски и демографски подаци
Мекмил се налази у савезној држави Баден-Виртемберг у округу Хајлброн. Град се налази на надморској висини од 179 метара. Површина општине износи 49,6 km². У самом граду је, према процјени из 2010. године, живјело 8.173 становника. Просјечна густина становништва износи 165 становника/km².